# École élémentaire à Kremna
L'école élémentaire à Kremna (en serbe cyrillique : Основна школа у Кремнима ; en serbe latin : Osnovna škola u Kremnima) se trouve à Kremna, sur le territoire de la ville d'Užice et dans le district de Zlatibor, en Serbie. Elle est inscrite sur la liste des monuments culturels protégés de la république de Serbie (identifiant no SK 951).